# Waraporn Boonsing
Waraporn Boonsing (Sisaket, Tailandia; 16 de febrero de 1990) es una futbolista tailandesa. Juega como guardameta y su equipo actual es el Bundit Asia de la Thai Women's League de Tailandia.

## Clubes
| Club        | País      | Año      |
| ----------- | --------- | -------- |
| Bundit Asia | Tailandia | Presente |